# 風間氏
風間氏（かざまし）は、日本の氏族の一つ。979年（天元2年）に信濃国水内郡の式内社である風間神社に派遣された諏訪一族が風間姓を名乗ったのが発祥とされ、神家党の一つとされている。

## 新潟県
越後国の土豪。
- 信濃国風間神社に淵源を持つとされる風間橘五が木曾義仲派兵時に土着したものとされている[要出典]。
- 南北朝時代の南朝方の武将、風間信昭（信濃守）は新田義貞の下で奮闘し、北朝方の足利尊氏を苦しめたとされる。信昭は鎌倉勤番時代に日蓮六老僧の一人である日昭上人に師事しており、日昭の一字を貰い信昭と号したと言われ、浜土法華寺や村田妙法寺等を開基した[要出典]。
- 同じく越後国中魚沼郡風間郷を拠点とした河内源氏流新田氏の一族で、額戸氏の祖である額戸経義の系統。元弘3年/正慶2年（1333年）に惣領の新田義貞の鎌倉攻めに一族として従軍した。

### 村上
村上風間氏は、もともと沢海藩領新津沢海の人であったが、江戸時代中期に隣の村上藩に居を移し呉服・太物商を営んだ。

#### 宮川屋
- 初代：風間 新五兵衛（法名：常念）
- 二代（宮川屋・初代）：風間 彦市（法名：信誓）
- 三代（宮川屋・二代）：風間 彦次郎（彦惣、法名：道休） - 酒田風間氏始祖。
- 四代（宮川屋・三代）：風間 彦次郎（十助、法名：久念）
- 五代（宮川屋・四代）：風間 彦次郎（喜代次郎、法名：久住）
- 六代（宮川屋・五代）：風間 彦次郎
- 七代（宮川屋・六代）：風間 彦次郎（源之助）
- 八代（宮川屋・七代）：風間 彦次郎

## 山形県

### 酒田
1725年（享保10年）に、村上風間家3代目で宮川屋2代目の風間 彦惣（彦次郎、法名：道休）が、弟の風間 彦次郎（十助、法名：久念）に家督を譲り、酒田に移って来たのが始まりである。

#### 宗家（酒田金屋）
- 初代：風間 彦惣（彦次郎、法名：道休） - 村上風間家三代目、宮川屋二代目。
- 二代：風間 彦惣（彦助、法名：行西） - 鶴岡風間家祖・風間 幸右衛門（法名：行権）の祖父。
- 三代：風間 彦惣（閑斎、法名：良捷）
- 四代：風間 彦惣（法名：住誓）
- 五代：風間 彦惣（法名：祐善）
- 六代：風間 彦惣（法名：霊隋）
- 七代：風間 彦惣（法名：了寛）
- 八代：風間 吉太郎 - 酒田町会議員
- 九代：風間彦五郎 - 陸軍歩兵中尉
- 十代：風間満季 - 陸軍大佐、大村家より婿養子。

#### 東美家

##### 歴代当主
- 初代：風間 東美（守膳、法名：住誓） - 医師、酒田金屋・三代：風間 彦惣（閑斎、法名：良捷）の次男。
- 二代：風間 文鱗（典膳、法名：教了） - 医師
- 三代：風間 惟敬（周達、法名：正道） - 医師
- 四代：風間 仲徳（法名：瑞了） - 医師
- 五代：風間 玄達 - 医師、仲徳の娘：糸の婿、岡野 宗眠の次男
- 六代：風間 操 - 学校校長、糸の2番目の婿、市川 其楽の次男
- 七代：風間繁松 - 陸軍歩兵軍曹、玄達の長男
- 八代：風間彦男 - 陸軍歩兵中尉
- 九代：風間光彦 - 酒田信用金庫監事

##### 関連人物
- 風間馨 - 陸軍軍医中佐、六代：操の次男。
- 風間駿 - 工学者、風間阜の長男。

#### 忠蔵家
- 初代：風間 忠蔵（法名：良雲） - 酒田風間氏宗家（酒田金屋）四代：風間 彦惣（法名：住誓）の子。
- 二代：風間 忠蔵（法名：浄因）
- 三代：風間 忠蔵（法名：定心）
- 四代：風間 忠蔵（法名：道悟）
- 五代：風間 忠蔵（法名：定信）
- 六代：風間 寅吉（法名：立善）
- 七代：風間 柳太（法名：慧純）
- 八代：風間 庸一（法名：義浄）
- 九代：風間 利雄（法名：利證）

### 鶴岡
1779年（安永8年）に、酒田風間氏（酒田金屋）二代目彦惣の孫にあたる風間幸右衛門（法名：行権）が分家して鶴岡に移り代々古手屋や質屋を営んでいた。そして米穀の投機売買により巨額の富を得て、幕末には庄内藩への巨額の献金の功労により士分の取立てをうけた。このほか、藩主である酒井家とも親密な関係を誇り、風間 幸右衛門（7代目）は酒井家の奥女中を娶っていたほか、酒井家とも縁戚関係にあった安田善次郎家からも陰に陽に援助を受けた。
庄内藩御用商人を務めたことから、明治維新後も藩閥勢力との結びつきにより、第二次酒田県石代金上納請負人の指定を受けたほか、1880年代には地主経営や金貸し業にも乗り出し、さらに1900年代には織物業も手がけるなど、地方財閥としての基礎を固めた。また1917年（大正6年）には、従来の金貸し業を近代的な銀行業への転換を図り、風間銀行を設立した。これらの方略と共に日露戦争後から第一次世界大戦期においては積極的な証券投資も拡大した。
昭和に入り、1920年（大正9年）から続く慢性不況を打開するため、風間家は家業改革を行い、風間系企業を持株会社設立によるコンツェルン化をはかり、風間合名を持株会社とし社会事業体を克念社へと再編を図った。さらに第二次世界大戦中には、外地を含む大規模な山林投資を行ったほか、軍需工場経営にも乗り出すなど幅広く事業の多角化を行った。
しかし、敗戦によるGHQの民主化政策である農地改革によって、居住地である鶴岡市の自作畑と一町歩の保有小作地を除く、450町歩近い耕地はすべて開放されたほか、莫大な財産税も課せられ、また8代目幸右衛門急逝に伴う多額の相続税も課せられるなどし、まさに存亡の危機に瀕するも、農地改革で未開放になった山林を拠点に、土木業から住宅産業へと事業の多角化に取り組み、未曾有の困難を無事に乗り切った。加えて、1980年代には情報革命の中でコンピューターソフトウェア産業にも乗り出すなど、時代の変遷にあわせ企業体の変革を行い、今日まで有数の歴史を誇る企業体、風間・金屋グループとなり庄内地方を代表する企業グループの一つとなっている。
鶴岡市馬場町の旧・風間宅、別邸は、それぞれ丙申堂・無量光苑・釈迦堂として一般に開放されている。

#### 宗家（鶴岡金屋）
- 初代：風間 幸右衛門（法名：行権） - 酒田風間家2代目彦惣の娘：風間 おそよ、と幸右衛門（法名：了信）の子。
- 二代：風間 幸右衛門（甚太郎）
- 三代：風間 吉郎右衛門（幸太郎）
- 四代：風間 吉郎右衛門（幸三郎）
- 五代：風間 與三郎
- 六代：風間 弘吉
- 七代：風間 幸右衛門（安次郎）- 1872年（明治4年/明治5年）生、1929年（昭和4年）没。1917年（大正6年）に風間銀行を設立し頭取に就任。荘内館、荘内育英会の創設に協力。鶴ヶ岡城百間堀跡に鶴岡育児所を創設[3]。
- 八代：風間 幸右衛門（嘉一郎）- 荘内銀行第3代頭取。1949年（昭和24年）死去[4]。
- 九代：風間眞一 - 荘内銀行常務、鶴岡商工会議所会頭。 2010年（平成22年）死去。

#### カネト家
- 初代：風間 富右衛門 - 鶴岡金屋・初代：風間幸右衛門（法名：行権）の次男。

## 茨城県
- 風間小太郎のモデルと目される鎌倉府の在国奉公衆で、常陸小田氏一族の風間出羽守の家流。

## 埼玉県
- 熊谷市には風間姓が多い。
- 忍城の成田氏に仕えた風間伊予守の家流。
- 後北条氏に仕えた『北条五代記』の風魔のモデルと目される岩槻黒谷の風間出羽守の家系。子孫は雨宮氏。

## 神奈川県
- 風間信濃守関連史跡
- 『鎌倉管領九代記』の風間小太郎。足下郡に住なれた忍びの上手。